# (587) Hypsipyle
(587) Hypsipyle ist ein Asteroid des Hauptgürtels, der am 22. Februar 1906 von Max Wolf entdeckt wurde.
Der Asteroid wurde nach einer Königin aus der griechischen Mythologie benannt, siehe Hypsipyle.